# 高背陶樂鯰
高背陶樂鯰，為輻鰭魚綱鯰形目鼬鯰科的其中一種，為熱帶淡水魚，分布於南美洲亞馬遜河中游及其支流流域，體長可達35公分，棲息在底層水域，生活習性不明。

## 扩展阅读
維基物種上的相關：高背陶樂鯰